# Pietramelara
Pietramelara ist eine italienische Gemeinde (comune) mit 4457 Einwohnern (Stand 31. Dezember 2023) in der Provinz Caserta in Kampanien. Sie ist Bestandteil der Comunità Montana Monte Maggiore. Die Gemeinde liegt etwa 25,5 Kilometer nordwestlich von Caserta am Fuße der Monti Trebulani bzw. am Monte Maggiore (1057 m) und etwa 48,5 Kilometer nordnordwestlich von Neapel.

## Söhne und Töchter
- Felice Leonardo (1915–2015), katholischer Bischof von Cerreto Sannita-Telese-Sant’Agata de’ Goti